# Cynoglossus attenuatus
Cynoglossus attenuatus és un peix teleosti de la família dels cinoglòssids i de l'ordre dels pleuronectiformes que viu a l'oest de l'oceà Índic -des de Moçambic fins a Durban (Sud-àfrica)-.